# John Schofield
John McAllister Schofield (ur. 29 września 1831 w Gerry, zm. 4 marca 1906 w St. Augustine) – amerykański wojskowy i polityk, sekretarz wojny Stanów Zjednoczonych (1868–1869).

## Życiorys
W 1853 ukończył Akademię Wojskową w West Point, przez dwa lata służył w artylerii, w latach 1855–1860 był asystentem profesora filozofii naturalnej i eksperymentalnej, a w latach 1860–1861 profesorem fizyki na Uniwersytecie Waszyngtona w Saint Louis. Po wybuchu wojny secesyjnej służył jako major w ochotniczym pułku i jako szef sztabu generała majora Nathaniela Lyona do jego śmierci (10 sierpnia 1861). W sierpniu 1861 podczas bitwy nad Wilson’s Creek wykazał się walecznością, za co w 1892 został odznaczony Medalem Honoru. 21 listopada 1861 został mianowany generałem brygady ochotników, a 29 listopada 1862 generałem majorem, w latach 1861–1863 wykonywał różne zadania bojowe w stanie Missouri, 17 kwietnia 1863 objął dowództwo dywizji w XIV Korpusie w Army of the Cumberland. W 1864 jako dowódca Army of the Ohio wziął udział w kampanii atlanckiej prowadzonej przez Williama Shermana, w październiku 1864 został wysłany do Tennessee, by dołączyć do gen. George’a Thomasa w walce z gen. Konfederacji Johnem Hoodem, z którym 30 listopada 1864 stoczył decydującą, wygraną przez Unię, bitwę pod Franklin w hrabstwie Williamson. Później działał wraz z Shermanem w Karolinie Północnej, 10 marca 1865 wykonał udaną akcję bojową pod Kinston. 30 listopada 1864 został generałem brygady regularnej armii, a 13 marca 1865 generałem majorem. Po wojnie został wysłany z misją dyplomatyczną do Francji, w związku z obecnością francuskich wojsk w Meksyku. Od czerwca 1868 do marca 1869 był sekretarzem wojny USA podczas prezydentury Andrew Johnsona, a od 1876 do 1881 kierownikiem (superintendentem) Akademii Wojskowej USA. 5 lutego 1895 otrzymał stopień generała porucznika.